# Shoreditch High Street Station
Shoreditch High Street Station er en jernbanestation i Shoreditch, London. Stationen er beliggende på Bethnal Green Road, nær Shoreditch High Street og betjenes af London Overground-tog på den forlængede East London Line under kontrol af Transport for Londons London Rail-afdeling. Stationen ligger delvist i bydellen Hackney, med stationsindgang på Braithwaite Street, og delvist i bydellen Tower Hamlets og er i takstzone 1.
Stationen åbnede officielt for offentligheden den 27. april 2010 med tog mellem Dalston Junction og New Cross eller New Cross Gate. Den 23. maj 2010 blev togene forlænget fra New Cross Gate til West Croydon eller Crystal Palace. Station erstattede den nærliggende Shoreditch, der lukkede den 9. juni 2006. Den næste station mod syd er Whitechapel og mod nord er det Hoxton.

## Anlæg
Stationen er bygget på grunden for Eastern Counties Railways tidligere endestation, Bishopsgate, der blev bygget i 1840, og er fuldstændigt i en lukket betonkasse, så fremtidigt byggeri på resten af Bishopsgate-grunden kan foregå, uden det er nødvendigt at lukke banen. Den oprindelige station hed først Shoreditch, men blev senere omdøbt Bishopsgate og lavet til en godsbanegård. Den blev ødelagt af en brand i 1964 og forblev forladt indtil nedrivningen i 2005. Stationen ligger på et stykke spor, der var anlagt som forbindelse mellem den oprindelige East London Line og den tidligere ubenyttede North London Railways Kingsland Viaduct. Anlægget af forbindelsen inkluderede en ny bro over Shoreditch High Street og forbindelser til Whitechapel via en bro over Brick Lane og en rampe på gruden for den tidligere Shoreditch Underground-station.

## Køreplansmønster
Alle nedenstående tider er fra køreplanen fra december 2010.

### London Overground

#### East London Line
Mandag-lørdag er der et tog hvert 5.-10. minut gennem hele dagen, mens der søndag før kl. 13:00 er et tog hvert 5.-9. minut, efterfulgt af tog hvert 7.-8. minut resten af dagen. Det nuværende betjeningsmønster udenfor myldretiden er:
- 8 nordgående tog pr. time til Highbury & Islington
- 4 nordgående tog pr. time til Dalston Junction
- 4 sydgående tog pr. time til West Croydon
- 4 sydgående tog pr. time til Crystal Palace
- 4 sydgående tog pr. time til New Cross

Fra 2012 vil yderligere 4 tog pr. time køre til Clapham Junction via Peckham Rye på den nye Clapham Junction-forlængelse, der åbner i maj 2012.

## Transportforbindelser
London buslinje 8, 26, 35, 47, 48, 67, 78, 135, 149, 242, 388 og natlinje N8, N26 og N35 betjener stationen.

## Trivia
I maj 2008 foreslog en bydelsrådspolitiker at den nye station skulle omdøbes Banglatown, da dette bedre ville reflektere området, som centrum for det bangladeshiske samfund. Transport for London bemærkede dog, at det navn ville koste £2.000.000 og "skabe forvirring". Mr Ullah har tidligere led kampagner om omdøbning af Aldgate East Station til Brick Lane.

## Galleri
- Indgang dagen efter åbningen den 27. april 2010
- Nordgående perron, set mod nord
- Nordgående perron, set mod syd

### Anlægsgalleri
- Juli 2009
- Juli 2009
- April 2010